# Delosperma pilosulum
Delosperma pilosulum är en isörtsväxtart som beskrevs av L, Bolus. Delosperma pilosulum ingår i släktet Delosperma, och familjen isörtsväxter. Inga underarter finns listade i Catalogue of Life.